# Punta de La Restinga
La punta de la Restinga es un entrante de tierra en el mar que constituye el punto más meridional de España. Se encuentra junto a la localidad de La Restinga, en el municipio de El Pinar, isla de El Hierro, comunidad autónoma de Canarias.
Alrededor de la punta de La Restinga y del pueblo de dicho nombre, se localiza el Mar de las Calmas, lugar donde se encuentra uno de los mejores lugares para hacer submarinismo de España y de todo el mundo, por la riqueza faunística de su mar. La punta de la Restinga se encuentra la Reserva Marina de la Punta de la Restinga.